# Saints de St. Lawrence
Pour l'équipe féminine, voir Skating Saints de St. Lawrence (hockey sur glace).
Les Saints de St. Lawrence (St. Lawrence State Saints) est un club omnisports universitaire de l'université de St. Lawrence, située à Canton dans l'État de New York aux États-Unis. Les équipes des Saints participent aux compétitions universitaires organisées par la National Collegiate Athletic Association.

## Hockey sur glace
L'équipe de hockey sur glace masculine fait partie de la conférence ECAC Hockey, évoluant en division 1. 